# John Murphy (compositore)
John Paul Murphy (Liverpool, 4 marzo 1965) è un compositore britannico.
Murphy è noto soprattutto per aver composto le colonne sonore di vari film, tra cui One More Kiss di Vadim Jean, Lock & Stock - Pazzi scatenati di Guy Ritchie, Miami Vice di Michael Mann, Kick-Ass di Matthew Vaughn e alcuni film di Danny Boyle, tra cui Millions, 28 giorni dopo e Sunshine. I suoi due brani strumentali In the House - In a Heartbeat e Adagio in D Minor sono stati ripresi più volte da programmi televisivi e trailer cinematografici.

## Biografia
Nato a Liverpool, in Inghilterra, musicista polistrumentista autodidatta, inizia la sua carriera come compositore negli anni ottanta al fianco di musicisti come i The Lotus Eaters, Thomas Lang e Claudia Brücken. Il suo primo lavoro, composto assieme all'ex tastierista del gruppo Orchestral Manoeuvres in the Dark, David Hughes, compare nell'opera teatrale inglese Leon the Pig Farmer. Assieme a Hughes compone varie colonne sonore per altrettanti film britannici, ottenendo un discreto successo con il film del 1998, Lock & Stock - Pazzi scatenati di Guy Ritchie.
È stato scelto dal regista James Gunn per comporre la colonna sonora del film di guerra The Suicide Squad - Missione suicida.
Dal 2000, dopo aver lavorato sul film Snatch - Lo strappo, sempre di Guy Ritchie, e sul documentario drammatico Shooters di Dan Reed, si trasferisce a vivere negli Stati Uniti, a Los Angeles. Firma la colonna sonora del film statunitense Colpevole d'omicidio, di Michael Caton-Jones con Robert De Niro e James Franco, e intraprende una collaborazione con il regista inglese Danny Boyle. Per Boyle compone le colonne sonore di 28 giorni dopo e Sunshine, assieme al gruppo Underworld. Nel 2006 compone le musiche per il film di Miami Vice di Michael Mann e per il remake del 2009 del film del 1972 L'ultima casa a sinistra. Segue poi il film del 2010 Kick-Ass di Matthew Vaughn, basato sull'omonimo fumetto di Mark Millar e John Romita Jr.

## Filmografia

### Cinema
- Leon the Pig Farmer (1992)
- Dinner in Purgatory (1994)
- Beyond Bedlam (1994)
- Festa di mezzanotte - L'invito è a sorpresa (A Feast at Midnight), regia di Justin Hardy (1994)
- Libero di volare (1995)
- Proteus (1995)
- Where the Bad Girls Go (1996)
- Eunice the Gladiator (1996)
- Darklands (1996)
- Behind the Mask (1997)
- Stiff Upper Lips (1998)
- What Rats Won't Do (1998)
- Lock & Stock - Pazzi scatenati (Lock, Stock and Two Smoking Barrels), regia di Guy Ritchie (1998)
- Uno scrittore particolare (1998)
- The Valley (1999)
- One More Kiss (1999)
- Lo scapolo d'oro (The Bachelor), regia di Gary Sinyor (1999)
- Snatch - Lo strappo (Snatch), regia di Guy Ritchie (2000)
- Liam, regia di Stephen Frears (2000)
- Mean Machine, regia di Barry Skolnick (2001)
- All About the Benjamins, regia di Kevin Bray (2002)
- Vizi mortali (New Best Friend), regia di Zoe Clarke-Williams (2002)
- Colpevole d'omicidio (City by the Sea), regia di Michael Caton-Jones (2002)
- 28 giorni dopo (28 Days Later), regia di Danny Boyle (2002)
- Friday After Next, regia di Marcus Raboy (2002)
- Intermission, regia di John Crowley (2003)
- Perfect Score (The Perfect Score), regia di Brian Robbins (2004)
- Millions, regia di Danny Boyle (2004)
- Indovina chi (Guess Who), regia di Kevin Rodney Sullivan (2005)
- Keeping Up with the Jonesers (2005)
- The Man - La talpa (The Man), regia di Les Mayfield (2005)
- Basic Instinct 2, regia di Michael Caton-Jones (2006)
- Miami Vice, regia di Michael Mann (2006)
- Sunshine, regia di Danny Boyle (2007)
- 28 settimane dopo (28 Weeks Later), regia di Juan Carlos Fresnadillo (2007)
- L'ultima casa a sinistra (The Last House on the Left), regia di Dennis Iliadis (2009)
- The Janky Promoters, regia di Marcus Raboy (2009)
- Blindato (Armored), regia di Nimród Antal (2009)
- Kick-Ass, regia di Matthew Vaughn (2010)
- The Suicide Squad - Missione suicida (The Suicide Squad), regia di James Gunn (2021)
- Guardiani della Galassia Vol. 3 (Guardians of the Galaxy Vol. 3), regia di James Gunn (2023)
- Superman, regia di James Gunn (2025)

### Televisione
- I miserabili (Les Misérables) – miniserie TV (2018-2019)
- Peacemaker – serie TV, 5 episodi (2022–in produzione)
- Guardiani della Galassia Holiday Special (The Guardians of the Galaxy Holiday Special) - regia di James Gunn, TV special (2022)